# Machimosauridae
Machimosauridae es una familia extinta de crocodiliformes talatosuquios perteneciente a la superfamilia de los teleosauroideos. Esta familia fue identificada por primera vez en 2016, cuando se describieron fósiles de teleosauroideos del Jurásico Medio (Batoniense) de Marruecos, incluyendo a un pariente cercano indeterminado de Lemmysuchus y Machimosaurus,. La familia posteriormente se expandió taxonómicamente en 2020 cuando se publicó un análisis revisando la sistemática de Teleosauroidea.